# جوزيه مانويل روميرو مورينو
جوزيه مانويل روميرو مورينو (بالإسبانية: Jose Manuel Romero Moreno)‏ هو محامي إسباني، ولد في 1940.